# Borne armoriée de Dracy-le-Fort
La borne armoriée de Dracy-le-Fort est une borne située à Dracy-le-Fort, dans le département de Saône-et-Loire, en France.

## Présentation
Cet édifice date du XVe siècle et fait l’objet d’un classement au titre des monuments historiques le 22 janvier 1931.